# Kopneni kralježnjaci
Kopneni kralježnjaci (lat. Tetrapoda) često i četveronošci u biološkoj sistematici obuhvaćaju sve kralježnjake koji imaju četiri (grčki tetra = četiri) noge (grčki podes = noga). Dakle, tu spadaju gmazovi (Reptilia), vodozemci (Amphibia), ptice (Aves) i sisavci (Mammalia), uključujući i čovjeka.
Četiri noge mogle su se tijekom evolucije sekundarno ponovo izgubiti, kao što je to slučaj sa zmijama (Serpentes), ili su se prednje noge preoblikovale u peraje (kitovi) ili krila (ptice, šišmiši). Danas ovu skupinu čini oko 26.700 vrsta. To je dominirajuća skupina u svim ekosustavima, a s pticama i šišmišima, osvojili su i zrak.
Neke vrste kopnenih kralježnjaka ponovo su se dijelom (perajari, pingvinke) ili potpuno (kitovi, sirene) vratili životu u vodi.

## Vanjske poveznice
- Michel Laurin: Terrestrial Vertebrates The Tree of Life Web Project  Arhivirana inačica izvorne stranice od 1. ožujka 2011. (Wayback Machine)
- Jennifer A. Clack: The Definition of the Taxon Tetrapoda The Tree of Life Web Project  Arhivirana inačica izvorne stranice od 18. travnja 2009. (Wayback Machine)
- Michel Laurin, Marc Girondot and Armand de Ricqlès: Early Tetrapod evolution, PDF  Arhivirana inačica izvorne stranice od 22. rujna 2009. (Wayback Machine)
- Marcello Ruta, Jonathan E. Jeffery, Michael I. Coates: A supertree of early tetrapods. [neaktivna poveznica]
- What's a "Tetrapod"? Palaeos.com  Arhivirana inačica izvorne stranice od 13. veljače 2008. (Wayback Machine)
- Introduction to the Tetrapoda University of California Museum of Paleontology
- Getting a Leg Up on Land Scientific America
- Devonian Times
- Evolucija od riba do vodozemaca  Arhivirana inačica izvorne stranice od 28. rujna 2007. (Wayback Machine)
- Ribe na suhom

### Drugi projekti
|  | Zajednički poslužitelj ima još gradiva o temi Kopneni kralježnjaci |
|  | Wikivrste imaju podatke o taksonu Kopneni kralježnjaci             |